# Yunieski Blanco
Yunieski Blanco Mora (ur. 11 lutego 1987 w Moi, zm. 20 września 2014 w Monachium) – kubański zapaśnik w stylu wolnym. Zajął dziesiąte miejsce na mistrzostwach świata w 2013. Srebrny medal na igrzyskach panamerykańskich w 2011. Trzy medale na mistrzostwach panamerykańskich, złoto w 2013. Pierwszy w Pucharze Świata w 2011 i drugi w 2009 roku.